# آنجلو اورلاندو
آنجلو اورلاندو (انگلیسی: Angelo Orlando؛ زادهٔ ۱۱ اوت ۱۹۶۵) بازیکن فوتبال اهل ایتالیا است.
از باشگاه‌هایی که در آن بازی کرده‌است می‌توان به باشگاه فوتبال اینتر میلان، باشگاه فوتبال کرمونزه، باشگاه فوتبال اودینزه، باشگاه فوتبال تریستیانا، باشگاه فوتبال یووه استابیا، و باشگاه فوتبال وارزه اشاره کرد.